# Dame un beso
«Dame Un Beso» es el sencillo líder del álbum Alpha de Selena y Los Dinos. Fue lanzado el 25 de enero de 1986 bajo el sello discográfico GP Records. Fue escrito por A.B. Quintanilla III y Ricky Vela y producido por Manny R. Guerra. Es considerado como el primer gran éxito del grupo. En el lado B de los viniles y casetes promocionales, se añadió la canción "Con Esta Copa", el cual sería el segundo sencillo del álbum.

## Antecedentes y composición
Durante 1985, mientras Selena se sentía emocionada y nerviosa por grabar, A.B. comenzaba a sentirse frustrado debido a que no podía conseguir canciones de los compositores más importantes de la industria. Abraham, padre de los miembros de la banda, incitó a A.B. a tratar de escribir canciones él mismo. El resultado de eso fue el sencillo "Dame Un Beso", la primera colaboración entre Quintanilla III y el tecladista del grupo, Ricky Vela. La canción se convirtió en un hit y obtuvo diversas nominaciones en premiaciones variadas.

## Promoción y presentaciones
Fue lanzado principalmente en estaciones de radio locales y viniles y sencillos promocionales. Para la promoción del sencillo, el grupo comenzó una serie de diversas presentaciones en premiaciones y programas de televisión. La primera presentación fue en "The Johnny Canales Show" en 1986. Para concretar la promoción, el grupo interpretó el tema en los Tejano Music Awards de 1986. En 1988, fue interpretada en los Tejano Music Awards junto con su tema "Dulce Amor" y en ese mismo año, la canción se incluyó en el listado del "Dulce Amor Tour". En 1990, la banda comenzaba con la promoción del álbum Ven Conmigo y en 1991, ofrecieron diversos conciertos en Texas. Uno de los más recordados es el de San Antonio, que en 2009, Q Productions lanzó bajo el nombre "A Night To Remember". En éste, Selena interpretó "Dame Un Beso" y obtuvo gran aceptación del público.

## Premios y nominaciones

### West Texas Hispanic Music Awards (1986)
El sencillo "Dame Un Beso", le otorgó a Selena y Los Dinos una nominación en los WTHM Awards en 1986.
| Año  | Nominado       | Categoría                                    | Resultado |
| ---- | -------------- | -------------------------------------------- | --------- |
| 1986 | "Dame Un Beso" | Hit Song of The Year (Canción éxito del año) | Nominado  |

### Tejano Music Awards (1987)
En el año 1987, el sencillo continuó cosechando éxitos. Los chicos obtuvieron dos nominaciones en dicha premiación.
| Año  | Nominado       | Categoría                             | Resultado |
| ---- | -------------- | ------------------------------------- | --------- |
| 1987 | "Dame Un Beso" | Song of the Year (Canción del año)    | Nominado  |
| 1987 | "Dame Un Beso" | Single of the Year (Sencillo del año) | Nominado  |

## Uso en otros álbumes
- La canción fue regrabada en el primer recopilatorio de Selena titulado "16 Súper Éxitos Originales" el 1 de enero de 1990.
- Apareció en "Selena y sus Inicios" el 4 de noviembre de 2003.
- Formó parte del álbum recopilatorio "Selena Remembered", lanzado el 25 de enero de 2005.[7]
- Se incluyó en la edición súper deluxe de "La Leyenda" el 9 de marzo de 2010.

## Créditos
| - Primera voz - Selena Quintanilla - Batería - Suzette Quintanilla - Bajo y segunda voz - A.B. Quintanilla III - Teclados - Ricky Vela - Guitarra - Roger García | - Productor - Manny R. Guerra - Grabación y mezcla - Amen Studios (San Antonio, Tx.) - Arreglos musicales - Selena y Los Dinos - Composición - A.B. Quintanilla III • Ricky Vela |